# 산니콜라스데로스가르사

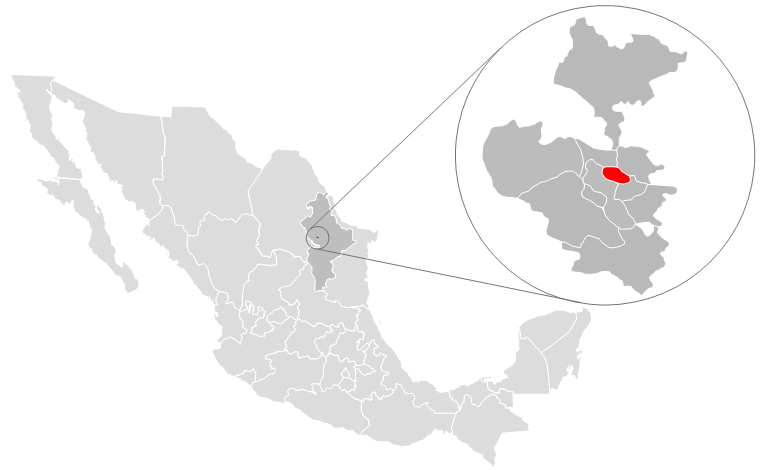
산니콜라스데로스가르사의 위치

산니콜라스데로스가르사(스페인어: San Nicolás de los Garza)는 멕시코 누에보레온주에 위치한 도시로 면적은 86.8km2, 높이는 512m, 인구는 476,761명(2005년 기준), 인구 밀도는 5,493명/km2이다. 누에보레온 자치 대학교가 위치한 곳이기도 하다.

## 자매 도시
- 미국 덴턴
- 미국 캔자스시티
- 미국 시긴
- 중화민국 타이베이시
- 캐나다 위니펙